# Shayne Pattynama
Shayne Pattynama (Lelystad, 1998. augusztus 11. –) indonéz labdarúgó, a belga Eupen hátvédje.

## Pályafutása
Pattynama a hollandiai Lelystad városában született. Az ifjúsági pályafutását a Lelystad ‘67 és az Ajax csapatában kezdte, majd az Utrecht akadémiájánál folytatta.
2019-ben mutatkozott be a Telstar másodosztályban szereplő felnőtt keretében. 2021. április 1-jén hároméves szerződést kötött a norvég első osztályban érdekelt Viking együttesével. Először a 2021. május 13-ai, Rosenborg ellen 5–0-ra elvesztett mérkőzés 77. percében, Veton Berisha cseréjeként lépett pályára. Első gólját 2021. június 13-án, a Vålerenga ellen hazai pályán 4–1-es győzelemmel zárult találkozón szerezte meg. 2024. február 1-jén a belga Eupen szerződtette.

## Statisztikák
2023. augusztus 6. szerint
| Klub     | Szezon   | Osztály        | Bajnokság | Bajnokság | Kupa  | Kupa | Nemzetközi | Nemzetközi | Összesen | Összesen |
| Klub     | Szezon   | Osztály        | Meccs     | Gól       | Meccs | Gól  | Meccs      | Gól        | Meccs    | Gól      |
| -------- | -------- | -------------- | --------- | --------- | ----- | ---- | ---------- | ---------- | -------- | -------- |
| Telstar  | 2019–20  | Eerste Divisie | 18        | 1         | 2     | 0    | —          | —          | 20       | 1        |
| Telstar  | 2020–21  | Eerste Divisie | 27        | 4         | 1     | 0    | —          | —          | 28       | 4        |
| Telstar  | Összesen | Összesen       | 45        | 5         | 3     | 0    | 0          | 0          | 48       | 5        |
| Viking   | 2021     | Eliteserien    | 24        | 2         | 4     | 0    | —          | —          | 28       | 2        |
| Viking   | 2022     | Eliteserien    | 18        | 0         | 0     | 0    | 6          | 0          | 24       | 0        |
| Viking   | 2023     | Eliteserien    | 16        | 1         | 3     | 0    | —          | —          | 19       | 1        |
| Viking   | Összesen | Összesen       | 58        | 3         | 7     | 0    | 6          | 0          | 71       | 3        |
| Összesen | Összesen | Összesen       | 103       | 8         | 10    | 0    | 6          | 0          | 119      | 8        |